# 松岡幹夫
松岡 幹夫(まつおか みきお 1962年2月16日 - )は、日本の仏教思想家。在家僧侶。専門は、社会哲学、日蓮研究、創価信仰学。東日本国際大学教授。同大学東洋思想研究所所長。公益財団法人東洋哲学研究所研究員。創学研究所所長。

## 経歴
- 長崎県生まれ。[1]
- 1980年、奈良県立奈良高等学校卒業。 [2]
- 1984年、創価大学教育学部卒業。[2]
- 1986年、日蓮正宗大石寺で得度、僧侶となる。僧名は雄茂（ゆうも）。尚、2006年に出版された『日蓮正宗の神話』のあとがきにて、僧名を捨てて、俗名の在家僧となる旨を述べており、現在では用いていない。[3]
- 1992年、日蓮正宗から離脱、青年僧侶改革同盟を結成。[2]
- 1999年、早稲田大学大学院社会科学研究科修士課程修了。 [4]
- 2000年、東京大学大学院総合文化研究科博士課程に入学、山脇直司、黒住真の指導を受ける。 [5]
- 2003年、財団法人・東洋哲学研究所研究員。 [4]
- 2004年、「近代日蓮主義の社会思想的展開 : その批判的考察」で学術博士号を収得。[6]
- 2009年、東日本国際大学客員教授、同大学東洋思想研究所副所長。[7]
- 2010年、東洋思想研究所所長。[8]
- 2014年、東日本国際大学東洋思想研究所教授。[9]
- 2019年、創学研究所所長。[10]

## 著作

### 単著
- 『日蓮仏教の社会思想的展開』 (東京大学出版会、2005年)
- 『日蓮正宗の神話』(論創社、2006年)
- 『現代思想としての日蓮』 (長崎出版、2008年)
- 『法華経の社会哲学』 (論創社、2010年)
- 『日蓮仏法と池田大作の思想』 (第三文明社、2010年)
- 『公開問答10の破折――破綻した阿部日顕の教学』(第三文明社、2011年)
- 『超訳 日蓮のことば』(柏書房、2013年)
- 『京都学派とエコロジー――比較環境思想的考察』(論創社、2013年)
- 『平和をつくる宗教』(第三文明社、2014年)
- 『宮沢賢治と法華経――日蓮と親鸞の狭間で』(昌平黌出版会、2015年)
- 『仏教とお金』（柏艪舎、2017年）
- 『新版日蓮仏法と池田大作の思想』(第三文明社、2018年)
- 『創価学会の思想的研究〈上巻〉平和・非暴力編』（第三文明社、2020年）
- 『創価学会の思想的研究〈下巻〉人権・共生編』（第三文明社、2020年）

### 共著
- 『近代日本思想を読み直す』(理想社、2002年)
- 『宗教から考える公共性』(東京大学出版会、2006年)
- 『友人葬の現在――変わりゆく葬送儀礼』(東洋哲学研究所、2006年)
- 『平和を目指す仏教』(東洋哲学研究所、2007年)
- 『地球環境と仏教』(東洋哲学研究所、2008年)
- 『国家と宗教――宗教から見る近現代日本 』(法蔵館、2008年)
- 『いわきから問う東日本大震災――フクシマの復興と日本の将来』 (東日本国際大学東洋思想研究所、2013年)
- 『地球文明と宗教:東洋哲学研究所創立50周年記念論文集』(東洋哲学研究所、2013年)
- 『創価学会を語る』(佐藤優との対談、第三文明社、2015年)
- 『論語の力』(緑川浩司との対談、財界21、2016年)

### 編著
- 『創学研究Ⅰ──信仰学とは何か』（創学研究所編、第三文明社、2021年）[11]
- 『創学研究Ⅱ──日蓮大聖人論』（創学研究所編、第三文明社、2023年）[12]

## 所属学会
- 日本宗教学会
- 地球システム・倫理学会
- 日本印度学仏教学会
- 創価学会